# استودنتس (استان آرخانگلسک)
استودنتس (به لاتین: Studenets) یک منطقهٔ مسکونی در روسیه است که در استان آرخانگلسک واقع شده‌است.